# Seven de Sudáfrica 1999
El Seven de Sudáfrica de 1999 fue la primera edición del torneo de rugby 7, fue el segundo torneo de la primera temporada de la Serie Mundial Masculina de Rugby 7.
Se disputó en la instalaciones del Danie Craven Stadium en Stellenbosch.

## Fase de grupos

### Grupo A
| Equipo  | Encuentros | Encuentros | Encuentros | Encuentros | Tantos  | Tantos    | Tantos     | Puntos |
| Equipo  | jugados    | ganados    | empatados  | perdidos   | a favor | en contra | diferencia | Puntos |
| ------- | ---------- | ---------- | ---------- | ---------- | ------- | --------- | ---------- | ------ |
| Fiyi    | 3          | 3          | 0          | 0          | 136     | 10        | +126       | 9      |
| Canadá  | 3          | 2          | 0          | 1          | 81      | 54        | +27        | 7      |
| Namibia | 3          | 1          | 0          | 2          | 41      | 99        | −58        | 5      |
| Japón   | 3          | 0          | 0          | 3          | 19      | 114       | −95        | 3      |

Nota: Se otorgan 3 puntos al equipo que gane un partido, 2 al que empate y 1 al que pierda

### Grupo B
| Equipo        | Encuentros | Encuentros | Encuentros | Encuentros | Tantos  | Tantos    | Tantos     | Puntos |
| Equipo        | jugados    | ganados    | empatados  | perdidos   | a favor | en contra | diferencia | Puntos |
| ------------- | ---------- | ---------- | ---------- | ---------- | ------- | --------- | ---------- | ------ |
| Nueva Zelanda | 3          | 3          | 0          | 0          | 90      | 21        | +69        | 9      |
| Georgia       | 3          | 2          | 0          | 1          | 45      | 55        | -10        | 7      |
| Zimbabue      | 3          | 1          | 0          | 2          | 43      | 71        | −28        | 5      |
| Argentina     | 3          | 0          | 0          | 3          | 35      | 66        | −31        | 3      |

### Grupo C
| Equipo    | Encuentros | Encuentros | Encuentros | Encuentros | Tantos  | Tantos    | Tantos     | Puntos |
| Equipo    | jugados    | ganados    | empatados  | perdidos   | a favor | en contra | diferencia | Puntos |
| --------- | ---------- | ---------- | ---------- | ---------- | ------- | --------- | ---------- | ------ |
| Marruecos | 3          | 3          | 0          | 0          | 45      | 19        | +26        | 9      |
| Australia | 3          | 2          | 0          | 1          | 64      | 55        | +9         | 7      |
| Francia   | 3          | 1          | 0          | 2          | 46      | 52        | −6         | 5      |
| Tonga     | 3          | 0          | 0          | 3          | 31      | 60        | −29        | 3      |

### Grupo D
| Equipo    | Encuentros | Encuentros | Encuentros | Encuentros | Tantos  | Tantos    | Tantos     | Puntos |
| Equipo    | jugados    | ganados    | empatados  | perdidos   | a favor | en contra | diferencia | Puntos |
| --------- | ---------- | ---------- | ---------- | ---------- | ------- | --------- | ---------- | ------ |
| Sudáfrica | 3          | 3          | 0          | 0          | 80      | 7         | +73        | 9      |
| Samoa     | 3          | 2          | 0          | 1          | 80      | 17        | +63        | 7      |
| Uruguay   | 3          | 1          | 0          | 2          | 22      | 74        | −52        | 5      |
| Kenia     | 3          | 0          | 0          | 3          | 10      | 94        | −84        | 3      |

## Fase Final

### Cuartos de final
| 11 de diciembre | Fiyi | 17 - 14 | Samoa |  |  |

| 11 de diciembre | Georgia | 17 - 0 | Marruecos |  |  |

| 11 de diciembre | Sudáfrica | 17 - 7 | Canadá |  |  |

| 11 de diciembre | Nueva Zelanda | 22 - 14 | Australia |  |  |

### Semifinal
| 11 de diciembre | Fiyi | 33 - 5 | Georgia |  |  |

| 11 de diciembre | Sudáfrica | 0 - 26 | Nueva Zelanda |  |  |

### Final
| 11 de diciembre | Fiyi | 12 - 10 | Nueva Zelanda |  |  |

| Bandera de Fiyi        |
| Campeón Fiyi           |
| 1º título del circuito |